# Scelio baoli
Scelio baoli är en stekelart som beskrevs av Jean Risbec 1950. Scelio baoli ingår i släktet Scelio och familjen Scelionidae. Inga underarter finns listade i Catalogue of Life.